# Odontelytrum
Odontelytrum is een geslacht uit de grassenfamilie (Poaceae). De soorten van dit geslacht komen voor in delen van Afrika en Azië.

## Soorten
Van het geslacht zijn de volgende soorten bekend: 
- Odontelytrum abyssinicum